# NGC 1248
NGC 1248 (również PGC 11970) – galaktyka soczewkowata (S0), znajdująca się w gwiazdozbiorze Erydanu. Odkrył ją William Herschel 5 października 1785 roku.